# ابن منير الطرابلسي
أبو الحسين مهذب الدين أحمد بن منير بن أحمد الطرابلسي (473 هـ/1080 م - 548 هـ/1153 م) ويُعرَف بابن مُنِير ويُلقَّب بعين الزمان. هو شاعر ولغوي من طرابلس الشام عاش في القرن السادس الهجري.

## سيرته
ولِدَ أحمد بن منير بن أحمد في مدينة طرابلس في الشام (لبنان حالياً)، وكانت ولادته في سنة 473 هـ، ونشأ هناك إلى أن اضطر إلى مغادرة طرابلس بسبب حصار الروم لها، فرحل إلى دمشق. بدأ ابن منير نظم الشعر في صغره، وفي دمشق اشتهر بهجائه اللاذع، فكاد تاج الملوك بوري صاحب دمشق أن يأمر بقطع لسانه، وبسبب هجائه اضطرَّ مرةً إلى مغادرة دمشق خوفاً على حياته ثُمَّ عاد إليها بعد مدَّةٍ. تدرَّج ابن منير في شهرته إلى أن غدا من أفضل شعراء الشام، متُقاسِماً هذا اللقب مع شرف الدين ابن القيسراني، الذي خاض معه سجالات شعرية طويلة، حتى شبَّههما الناس بجرير والفرزدق. تُوفِّي ابن منير الطرابلسي في مدينة حلب في سنة 548 هـ.

## شعره
أجاد ابن منير شعر الهجاء أكثر من أي غرض آخر، وله قصائد في المديح، وقصائد أخرى في الغزل يمتدحها النُّقاد. نُشرَِ ديوانه في العصر الحديث في عام 1982 بتحقيق سعود محمود عبد الجبار في بيروت، ونُشِر مجدداً في بيروت بتحقيق عبد السلام تدمري في 1986، وفي نفس السنة نُشِر في بغداد بتحقيق وهيبة عمر.